# مدرسة بريدج الدولية
مدرسة بريدج الدولية هي مدرسة إنجليزية متوسطة مختلطة حيث تقع في طريق هازرا، كلكتا بنغال الغربية في الهند، تأسست المدرسة في عام 2003 وهي تابعة إلى امتحانات كامبردج الدولية والتابعة إلى جامعة كامبريدج المملكة المتحدة